# جامعة وادي النيل (السودان)
جامعة وادي النيل هي جامعة سودانية تقع في شمال السودان، أُنشئت في إطار قرارات ثورة التعليم العالي بموجب مرسوم جمهوري صادر في ( 14 يونيو 1990 ) وكانت كليتي الهندسة التي أسست عام 1971 وكلية التربية في 1984 هما النواة الأساسية للجامعة . وتطورت الجامعة حتى بلغ عدد كلياتها عام 1991 عشر كليات موزعة من مدينة وادي حلفا في الشمال حتى شندي والمتمة جنوبا وفي عام 1994 قسمت الكليات على ثلاث جامعات هي ( جامعة وادي النيل – جامعة دنقلا – جامعة شندي ) وكان نصيب جامعة وادي النيل منها أربع كليات وهي الهندسة –التربية – التجارة وإدارة الأعمال –العلوم الإسلامية والعربية.
اما في العام 1998 أصبح عدد كليات الجامعة ثمانية كليات بإضافة أربع كليات هي الزراعة – الشريعة والقانون – الطب –المعلمين ثم أُضيفت أخيراً كلية العلوم والتقانة وكلية تنمية المجتمع وكلية القرآن الكريم وكلية الدراسات العليا بجانب ذلك تضم الجامعة وحدة للتعليم المفتوح وعدد من المراكز البحثية .

## كليات ومراكز ووحدات الجامعة
تحتوي جامعة وادي النيل على 14 كلية تتضمن : كلية الطب، وكلية الدراسات العليا، وكلية الشريعة والقانون، وكلية الهندسة والتقنية، وكلية التربية، وكلية الاقتصاد والعلوم الإدارية، وكلية القرآن الكريم، وكلية التربة اساس ( ابتدائي ومتوسط )، وكلية الاداب، وكلية الزراعة، وكلية علوم الحاسوب وتقانة المعلومات،كلية التكنولوجيا والتنمية البشرية ، وكلية تنمية المجتمع . كلية المعادن وعلوم الارض.
مراكز الجامعة :
- مركز دراسات وأبحاث الآثار - 1999
- مركز دراسات وأبحاث المياة- 1999
- مركز دراسات وأبحاث البيئة والتنمية الريفية- 1999
- مركز وادي النيل للتوثيق والدراسات الاثنوغرافية- 2024
- مركز تقانة المعلومات- 2011
- مركز التدريب وبناء القدرات- 2020
- عمادةالتعليم عن بعد- 1999
- وحدة التقويم الذاتي والجودة الشاملة - 2004
- وحدة التخطيط الإستراتيجي - 2007

## نظام الدراسة
تطبق الجامعة النظام الفصلي السنوي ومدة الفصل الدراسي في المتوسط 16 أسبوع وتكون الدراسة من فصلين دراسيين .

## عضوية الجامعة في الاتحادات والمنظمات
الجامعة عضو في المؤسسات العربية والسودانية والأفريقية للتعليم وهي :
- اتحاد الجامعات السودانية .
- اتحاد الجامعات العربية .[7]
- اتحاد الجامعات الأفريقية .
- اتحاد الجامعات الإسلامية .
- اتحاد الدولي للجامعات .
- الشبكة العربية للتعليم المفتوح .

## الاتفاقيات مع الجامعات والمراكز البحثية
ظهر التعاون المستمر للجامعة مع عدة جامعات عربية وإفريقية منها :
- جامعة السودان المفتوحة
- جامعة جرش
- جامعة آزاد الإسلامية
- جامعة العلوم والتكنولوجيا
- جامعة بغداد
- جامعة المستنصرية
- جامعة تونس
- جامعة مؤتة
- جامعة بريتوريا
- جامعة مترا
- جامعة دمشق
- جامعة البعث
- جامعة تشرين
- العلاقات النشيطة: علاقات مع جامعة أسيوط مصر، وعلاقات مع جامعة مصر، وعلاقات مع جامعة إيجه تركيا .

## الهيكل الإداري للجامعة
مجلس الجامعة : يتكون مجلس الجامعة من أربعين عضوا (21) عضو منهم من خارج الجامعة من ذوي الاختصاص والكفاءة والاهتمام بالتعليم العالي والقضايا الوطنية وبقية أعضاء المجلس وعددهم (19) عضو من داخل الجامعة ست منهم بحكم مناصبهم وهم:
- مدير الجامعة
- وكيل الجامعة وهو مقرر المجلس
- عميد الطلاب
- أمين الشؤون العلمية
- أمين المكتبات
- ثمانية أعضاء يتم اختيارهم عبر مجلس الأساتذة
- ثلاثة من العاملين اثنان منهم من غير أعضاء هيئة التدريس .

## مديرين تعاقبوا علي إدارة الجامعة
الوهم:
| اسم المدير                             | الفترة         |
| البروفيسور/ محمد عبد المالك            | 1990 - 1992    |
| البروفيسور/ عبد الباقي عبد الغني بابكر | 1992 - 1994    |
| البروفيسور/ محمد حسن سنادة             | 1994 - 2000    |
| البروفيسور/ فيصل عبد الله الحاج        | 2000 - 2005    |
| البروفيسور/ علي عبد الله النعيم        | 2005 - 2012    |
| البروفيسور عبد الإله موسى علي          | 2012 - 2017    |
| البروفيسور / فتح الرحمن احمد الماحي    | 2017 - 2019    |
| البروفيسور / الهام شريف داؤود          | 2019 -2022     |
| البروفيسور / حسن الحاج الصائم          | 2022 وحتي الان |